# Episodi di Le regole del delitto perfetto (quinta stagione)
La quinta stagione della serie televisiva Le regole del delitto perfetto, composta da 15 episodi, è stata trasmessa in prima visione negli Stati Uniti dal canale ABC dal 27 settembre 2018 al 28 febbraio 2019.
In Italia, la stagione è andata in onda in prima visione satellitare su Fox, canale a pagamento della piattaforma Sky, dall'8 aprile al 27 maggio 2019. In chiaro, la stagione è stata trasmessa nella Svizzera italiana su RSI LA1 dal 10 luglio al 16 ottobre 2019 e in Italia su Rai 4 dal 19 luglio al 16 agosto 2020.
È stata pubblicata su Netflix il 27 settembre 2020.
A partire da questa stagione entrano nel cast principale Rome Flynn, Amirah Vann e Timothy Hutton.
| nº | Titolo originale                       | Titolo italiano                              | Prima TV USA      | Prima TV Italia |
| -- | -------------------------------------- | -------------------------------------------- | ----------------- | --------------- |
| 1  | Your Funeral                           | È il tuo funerale                            | 27 settembre 2018 | 8 aprile 2019   |
| 2  | Whose Blood Is That?                   | Di chi è quel sangue?                        | 4 ottobre 2018    | 8 aprile 2019   |
| 3  | The Baby Was Never Dead                | Il bambino non era morto                     | 11 ottobre 2018   | 15 aprile 2019  |
| 4  | It's Her Kid                           | È suo figlio                                 | 18 ottobre 2018   | 15 aprile 2019  |
| 5  | It Was the Worst Day of My Life        | È stato il giorno più brutto della mia vita  | 25 ottobre 2018   | 22 aprile 2019  |
| 6  | We Can Find Him                        | Possiamo trovarlo                            | 1º novembre 2018  | 22 aprile 2019  |
| 7  | I Got Played                           | Mi ha imbrogliato                            | 8 novembre 2018   | 29 aprile 2019  |
| 8  | I Want to Love You Until the Day I Die | Voglio amarti fino al giorno della mia morte | 15 novembre 2018  | 29 aprile 2019  |
| 9  | He Betrayed Us Both                    | Ci ha traditi entrambi                       | 17 gennaio 2019   | 6 maggio 2019   |
| 10 | Don't Go Dark on Me                    | Non essere pessimista                        | 24 gennaio 2019   | 6 maggio 2019   |
| 11 | Be the Martyr                          | Faccia il martire                            | 31 gennaio 2019   | 13 maggio 2019  |
| 12 | We Know Everything                     | Sappiamo tutto                               | 7 febbraio 2019   | 13 maggio 2019  |
| 13 | Where Are Your Parents?                | Dove sono i vostri genitori?                 | 14 febbraio 2019  | 20 maggio 2019  |
| 14 | Make Me the Enemy                      | Fai di me il nemico                          | 21 febbraio 2019  | 20 maggio 2019  |
| 15 | Please Say No One Else Is Dead         | Ditemi che nessun altro è morto              | 28 febbraio 2019  | 27 maggio 2019  |

## È il tuo funerale
- Titolo originale: Your Funeral
- Diretto da: Stephen Cragg
- Scritto da: Peter Nowalk

### Trama
Annalise torna a lavorare alla Middleton University, dove gestisce un corso avanzato di tecniche processuali. Tra gli iscritti seleziona ventiquattro studenti per farsi aiutare nella gestione dei casi dei querelanti della sua azione collettiva, tra cui Laurel, Connor, Michaela e il talentuoso Gabriel Maddox, mentre esclude Asher. In seguito alla vittoria alla Corte Suprema Annalise sostiene una serie di colloqui presso i più prestigiosi studi di avvocatura di Filadelfia, ma alla fine accetta di lavorare da Caplan & Gold e in cambio convince il nuovo socio dirigente dell'azienda, Emmett Crawford, a finanziare la sua clinica legale in modo da poter avere i mezzi per ridiscutere i casi dei suoi querelanti. Frank indaga su Gabriel Maddox iniziando a sospettare del suo trasferimento alla Middleton, mentre Bonnie approfondisce la propria relazione con il procuratore distrettuale ad interim Ronald Miller. Oliver convince Connor, Michaela e Laurel a vivere insieme; la stessa Laurel rifiuta la proposta di matrimonio di Frank. Intanto, Nate continuando a consultare i fascicoli precedentemente in possesso di Denver scopre che il figlio avuto da Bonnie da giovane, che lei credeva fosse morto, è in realtà vivo.
Flash-forward: tre mesi dopo, durante la festa di matrimonio di Connor e Oliver, Annalise riceve una spiacevole notizia da Frank. Fuori dal tendone, mentre il piccolo Christopher piange, una persona sanguinante cade a terra e Bonnie la soffoca con le proprie mani.
- Guest star: John Hensley (Ronald Miller), Mimi Rogers (Natalia Wright), Tamberia Perry (Theresa Hoff), Amato D'Apolito (Richard Summers), Lawrence A. Mandley (Quentin), Rif Hutton (Prete).
- Ascolti USA: telespettatori 2 930 000 – share 18-49 anni 4%[3]

## Di chi è quel sangue?
- Titolo originale: Whose Blood Is That?
- Diretto da: Michael Smith
- Scritto da: Sarah L. Thompson

### Trama
Annalise presenta alla clinica legale il primo caso della Class Action: una donna musulmana accusata di aver ucciso la moglie per mantenere la green card. Michaela muove le argomentazioni più logiche e per questo viene incaricata di occuparsi del caso, e insieme ad Annalise, riesce a far assolvere la donna e a incastrare il figlio della moglie per il crimine. Intanto, Tegan si accorge che anche Laurel fa parte della squadra di Annalise e inizia a preoccuparsi che la sua presenza all'interno della Caplan & Gold possa compromettere il suo ruolo. Laurel è inoltre indaffarata nel trovare a Cristopher un asilo che lo accetti, così coglie due piccioni con una fava: mente a Crawford sostenendo che è stata sua madre Sandrine, ancora irreperibile, a denunciare il padre Jorge, quando in realtà è stata la stessa Tegan, che per sdebitarsi, offre a Cristopher la possibilità di frequentare l'asilo per i dipendenti della Caplan&Gold. Nel frattempo, dopo varie insistenze, Asher ottiene un impiego presso lo studio del procuratore Miller, con il quale Bonnie ha appena iniziato una relazione. Frank indaga ancora sul conto di Gabriel e, per assicurarsi di tenerlo sempre sott'occhio, va a letto con la sua coinquilina e la persuade affinché sfratti Gabriel, che è costretto a trasferirsi nel vecchio appartamento di Rebecca, dove Frank ha installato delle telecamere nascoste. Nate arriva all'ente nazionale per i minori scomparsi di Washington e scopre che il presunto figlio di Bonnie è stato rapito anni prima da una figura simile a lei.
Flash-forward: Due mesi e mezzo dopo. Bonnie pulisce il viso di Cristopher in bagno, in cui la raggiungono Michaela, che le chiede di Nate, e Laurel. Quando Laurel si allontana con il figlio, Michaela chiede a Bonnie di chi sia il sangue che ha sulla gamba.
- Guest star: John Hensley (Ronald Miller), Molly Hagan (Nancy Montoya), James Allen McCune (Josh Bathurst), Tamberla Perry (Theresa Hoff), Ramona DuBarry (Nanda Hashim), Deborah Geffner (Jillian), Matt Orduña (Mitch Donaldson), Rachae Thomas (Liz).
- Ascolti USA: telespettatori 3 020 000 – share 18-49 anni 4%[4]

## Il bambino non era morto
- Titolo originale: The Baby Was Never Dead
- Diretto da: Valerie Weiss
- Scritto da: Erika Harrison

### Trama
Annalise ed Emmett si occupano del caso di Niles Harrington, un amministratore delegato milionario accusato di aver ucciso il suo socio in affari. Nonostante riescano a elaborare una strategia difensiva efficace, l'imputato viene infine giudicato colpevole. Parallelamente, per ordine del governatore tutti gli studenti iscritti alla clinica legale di Annalise devono sottoporsi con effetto immediato a un esame di etica legale nel tentativo di ritardare gli appelli della sua class action e, seppur il poco tempo a loro disposizione per studiare, tutti superano brillantemente la prova. Asher si confronta con Miller circa la sua precedente relazione con Bonnie e quest'ultima decide inizialmente di respingere il procuratore per timore che possa venire a conoscenza del suo passato. Intanto, Frank installa un dispositivo che gli permette di controllare da remoto il computer di Gabriel e Nate interroga l'infermiera di turno nel momento in cui il figlio di Bonnie è stato rapito, la quale gli assicura che la ragazza nella foto è proprio Bonnie. Dunque Nate si reca da Annalise per rivelarle quanto scoperto, ma la stessa Annalise gli comunica che l'artefice del rapimento del figlio di Bonnie è in realtà sua sorella.
Flash-forward: due mesi dopo, Bonnie cerca di rassicurare Michaela dicendole di essersi tagliata depilandosi. In seguito il deejay chiama sulla pista da ballo i due sposi ma solo Connor, che ha il volto tumefatto, si presenta.
- Guest star: John Hensley (Ronald Miller), Mark Harelik (Niles Harrington), Rondi Reed (Victoria Harper), Tamberla Perry (Theresa Hoff), Dendrie Taylor (Eileen Colterman).
- Ascolti USA: telespettatori 3 220 000 – share 18-49 anni 4%[5]

## È suo figlio
- Titolo originale: It's Her Kid
- Diretto da: Cherie Nowlan
- Scritto da: Maisha Closson

### Trama
Dopo il loro confronto, Nate pretende che Annalise riveli a Bonnie che suo figlio è ancora vivo. La stessa Annalise, nel frattempo, torna a occuparsi del caso del padre di Nate e, puntando a una richiesta per infermità mentale, convince Nate Lahey Senior a sottoporsi a una valutazione psicologica. Una volta superata la stessa, Annalise prepara i propri studenti all'imminente processo e sceglie Connor come suo codifensore. Tuttavia Connor, consultando i fascicoli di cui Annalise si è servita per selezionare i propri studenti, scopre di essere stato riammesso alla Middleton University per volere di Annalise e ha un duro confronto con la stessa, al termine del quale Annalise decide di sostituirlo con Gabriel. Grazie all'aiuto di Tegan, Emmett convince il ricco amministratore delegato di una catena di ristoranti di fast food Ruth Stevenson ad affidare l'assistenza legale della propria azienda a Caplan & Gold. Mentre Michaela riacquista parzialmente la fiducia di Tegan, Bonnie è indecisa se firmare o meno il modulo delle risorse umane per rendere pubblica la propria relazione con il procuratore Miller. Intanto Nate apposta la sorella di Bonnie, Julie, e nota la presenza di un ragazzo che vive con lei per cui si procura una prova per verificare un riscontro di DNA con Bonnie. Nel momento in cui ottiene i risultati che dimostrano che il DNA non corrisponde, Annalise si decide a confessare a Bonnie tutta la verità.
Flash-forward: un mese e mezzo dopo, Michaela cerca di contattare Nate ma il cellulare di questi è nelle mani di Bonnie che rifiuta la chiamata. Mentre Laurel e Connor iniziano a preoccuparsi dell'assenza di Oliver, Annalise, una volta tornata al suo appartamento, scoppia in un pianto disperato. 
- Guest star: Glynn Turman (Nate Lahey Sr.), John Hensley (Ronald Miller), Elizabeth Morton (Julie Winterbottom), Tamberla Perry (Theresa Hoff), Freda Foh Shen (dott.ssa Phillips), Susan Angelo (Ruth Stevenson).
- Ascolti USA: telespettatori 2 740 000 – share 18-49 anni 3%[6]

## È stato il giorno più brutto della mia vita
- Titolo originale: It Was the Worst Day of My Life
- Diretto da: Laura Innes
- Scritto da: Michael Russo

### Trama
Annalise e Gabriel pianificano il processo nei confronti di Nate Lahey Sr. Dopo un inizio complicato, causato dall'inserimento come prova di una lettera diffamatoria scritta da Nate un anno prima dell'omicidio, Annalise concede all'imputato la possibilità di testimoniare. Nonostante gli studenti della clinica legale consiglino ad Annalise di chiedere l'annullamento del processo per evitare che un'eventuale sconfitta possa danneggiare gli altri appelli della sua azione collettiva, l'avvocato pronuncia un'arringa finale talmente convincente da ottenere dalla giuria un verdetto di non colpevolezza per il padre di Nate. Al termine del processo Annalise si scusa con Connor, mentre Frank rivela a Laurel chi sia realmente Gabriel e per questo motivo la donna ne rimane talmente turbata da iniziare a respingerlo; inoltre Michaela e Asher si riavvicinano per organizzare una festa di addio al celibato a Connor e Oliver. Bonnie, sofferente rispetto a quanto scoperto circa il proprio passato, dopo essersi confrontata con Nate, decide di aprirsi con Miller che le dimostra il proprio supporto. Lo stesso Miller accompagna Bonnie a casa di sua sorella Julie.
Flash-forward: fuori dal tendone dove si sta svolgendo la festa di matrimonio, un Connor visibilmente preoccupato si mette alla ricerca di Oliver, ma sorprende la madre Pam avere un rapporto sessuale con Asher.
- Guest star: Glynn Turman (Nate Lahey Sr.), John Hensley (Ronald Miller), Cynthia Stevenson (Pam Walsh), Teddy Sears (Abe Charmagne), Elizabeth Morton (Julie Winterbottom), Joseph C. Phillips (Alvin Cox), Laura Innes (Lynne Birkhead).
- Ascolti USA: telespettatori 2 930 000 – share 18-49 anni 3%[7]

## Possiamo trovarlo
- Titolo originale: We Can Find Him
- Diretto da: Jonathan Brown
- Scritto da: Tess Leibowitz

### Trama
Il governatore della Pennsylvania Lynne Birkhead convoca Annalise e le offre l'allettante opportunità di lavorare insieme alla creazione di un progetto di giusta difesa. In cambio, Annalise chiede che venga concessa la grazia per Nate Lahey Sr. affinché abbia la possibilità di vivere con il figlio. Mentre Annalise è fuori sede e Tegan tiene occupati gli studenti della clinica legale ordinando loro di trovare la miglior strategia per difendere un cliente dello studio, le madri di Connor e Oliver arrivano in città così Oliver sfrutta l'occasione per rivelare alla madre di essere sieropositivo e Connor contatta suo padre da cui si era allontanato. Bonnie, in cerca di risposte, decide di trascorrere del tempo con la sorella Julie, che non vede da oltre un decennio, e con sua figlia Skyler. Nonostante Julie inizialmente sostenga che il padre abbia deciso di vendere il bambino, in seguito la donna ritratta le proprie affermazioni e rivela alla sorella di esser scappata la notte in cui ha rapito il figlio di Bonnie e di averlo seppellito in un bosco. Seppur Annalise sia determinata a rifiutare l'offerta lavorativa del governatore, nel momento in cui la Birkhead le comunica di aver accettato la richiesta di liberare Nate Lahey Sr., è costretta a licenziarsi dalla Caplan & Gold. Tuttavia, quando giunge da Nate per annunciargli la bella notizia, l'uomo riceve una telefonata attraverso la quale scopre che il padre, durante il trasferimento dal carcere a un istituto psichiatrico, è stato freddato con un colpo di pistola alla nuca.
Flash-forward: un mese dopo, nel parcheggio fuori dal tendone, Miller, con in mano un anello di fidanzamento, chiede a Bonnie di raggiungerlo per parlare.
- Guest star: Glynn Turman (Nate Lahey Sr.), John Hensley (Ronald Miller), Cynthia Stevenson (Pam Walsh), Mia Katigbak (Joanna Hampton), Elizabeth Morton (Julie Winterbottom), Laura Innes (Lynne Birkhead).
- Ascolti USA: telespettatori 2 860 000 – share 18-49 anni 3%[8]

## Mi ha imbrogliato
- Titolo originale: I Got Played
- Diretto da: Eric Laneuville
- Scritto da: Maya Goldsmith

### Trama
Nel momento in cui il medico legale capo archivia il decesso di Nate Lahey Sr. come legittima difesa da parte dei due poliziotti che lo stavano scortando fuori dalla prigione, per volere di Nate il procuratore Miller decide di aprire un'inchiesta sul caso. Pur dimostrando l'indole violenta delle guardie carcerarie coinvolte e pur permettendo ad Annalise di testimoniare in favore di Nate Lahey Sr., Miller non riesce a persuadere la giuria che concorda nel non incriminare nessuno per omicidio. Parallelamente, Annalise mette in discussione la sincerità del governatore. Le sue preoccupazioni vengono confermate nel momento in cui la Birkhead riferisce ad Annalise che il progetto di giusta difesa non può essere portato avanti, così Annalise intuisce che il governatore ha ordinato l'omicidio di Nate Lahey Sr. e ha con la donna un aspro confronto mediante il quale scopre che la Birkhead è in possesso di alcuni documenti di adozione di Annalise. Sconvolta da questa notizia, Annalise ricomincia a bere ed è costretta a implorare Emmett Crawford affinché riottenga l'impiego presso Caplan & Gold. Connor e Oliver si assicurano una chiesa che celebri il loro matrimonio e, poco dopo, Connor ha un duro scontro fisico con un omofobo. Infine, Michaela si avvicina a Gabriel al punto da avere con lo stesso un rapporto sessuale. Per questo motivo Laurel ribadisce a Frank la necessità di dire ad Annalise chi sia realmente Gabriel e mentre i due ne discutono sopraggiunge Bonnie.
Flash-forward: la sera del matrimonio, Bonnie ordina a qualcuno di occultare il cadavere della persona da lei soffocata e di scappare via con la sua macchina, rassicurandola che avrebbero deciso il da farsi in seguito.
- Guest star: Laura Innes (Lynne Birkhead), John Hensley (Ronald Miller), Heidi Sulzman (Molly Keener), James Ortlieb (Dennis Cruz), Lisa Kaminir (Maureen Groff), Teya Patt (Paula Gladden).
- Ascolti USA: telespettatori 3 020 000 – share 18-49 anni 3%[9]

## Voglio amarti fino al giorno della mia morte
- Titolo originale: I Want to Love You Until the Day I Die
- Diretto da: Stephen Cragg
- Scritto da: Joe Fazzio

### Trama
Nate e Annalise continuano a indagare sul caso di Nate Lahey Sr. e coinvolgono Bonnie chiedendole di reperire il contatto che Miller ha utilizzato per far avanzare suo padre nella lista di attesa dell'ospedale, vagheggiando un suo possibile coinvolgimento. Il giorno del matrimonio, dopo che Connor e Oliver vengono consacrati in chiesa, ha inizio il party durante il quale sia Oliver che Nate per motivi diversi si allontanano: Oliver viene chiamato dal padre che lo convince a cantare una canzone d'amore per Connor. Nate, che stava seguendo la pista di Michaela la quale aveva a sua volta scoperto che il direttore della prigione è stato chiamato da un numero privato, riesce a identificare il numero e capisce che Miller è coinvolto nell'omicidio di Nate Lahey Sr. Per questo motivo, fuori dal tendone dove si sta svolgendo la festa, Nate aggredisce violentemente Miller (giunto sul posto con un anello di fidanzamento per chiarire con Bonnie) fino a lasciarlo in fin di vita. A quel punto sopraggiunge Bonnie che, dopo esser stata informata da Nate rispetto a quanto scoperto, soffoca Miller per poi ordinare a Nate di trafugare il cadavere e di scappare con la sua auto. Intanto Frank trova un certificato di nascita nell'appartamento di Gabriel, dunque si reca al matrimonio per avvertire Annalise che il ragazzo è il figlio che Sam ha avuto dalla relazione con la sua prima moglie, Vivian Maddox, che aveva abbandonato per mettersi proprio con Annalise. La donna, sconvolta, torna nella propria abitazione dove ad attenderla c'è Gabriel.
- Guest star: John Hensley (Ronald Miller), D.W. Moffett (Jeff Walsh), Cynthia Stevenson (Pam Walsh), Mia Katigbak (Joanna Hampton), Jim Abele (Ted Walsh), Heidi Sulzman (Molly Keener), Tess Lina (Ricki), Tom Verica (Sam Keating).
- Ascolti USA: telespettatori 3 130 000 – share 18-49 anni 3%[10]

## Ci ha traditi entrambi
- Titolo originale: He Betrayed Us Both
- Diretto da: John Terlesky
- Scritto da: Daniel Robinson

### Trama
I Keating Four, visto l'allontanamento di Gabriel durante il matrimonio e la macchia di sangue sulla gamba di Bonnie di cui si era accorta Michaela, erroneamente iniziano a supporre che la donna gli abbia fatto qualcosa. Intanto, Nate si sbarazza del cadavere di Miller e successivamente giunge a casa di Frank e Bonnie. Durante il loro confronto, Gabriel comunica ad Annalise di essersi trasferito alla Middleton per mettersi in cerca di risposte su suo padre Sam e in particolar modo sulla sua morte: dunque Annalise lo avverte che è stato Wes a ucciderlo. Poco dopo, Annalise riceve l'inaspettata visita di Eve Rothlo, giunta per dimostrare il proprio coinvolgimento nel passato della donna con Sam.
Flashback: nel 2005, in seguito al grave incidente durante il quale perse la vita il figlio che portava in grembo, Annalise viene riportata a casa da Sam. Nel tentativo di riprendersi dal lutto, Annalise propone a Sam di adottare il piccolo Wes, rimasto recentemente orfano della madre. Nonostante l'uomo si opponga a tale scelta, Annalise invia la documentazione necessaria per aprire la pratica. Tuttavia, nel momento in cui la domanda viene rigettata, Annalise tenta il suicidio venendo salvata in tempo da Bonnie. Sam, invece, cerca di mettersi in contatto con la sua precedente compagna, Vivian Maddox, affinché la donna gli permetta di conoscere suo figlio Gabriel. Nel frattempo, Eve Rothlo hackera il computer di Sam e si procura l'e-mail scritta a Vivian, dunque la consegna a Frank che a sua volta ricatta Sam costringendolo a tornare a casa insieme ad Annalise.
- Guest star: Tom Verica (Sam Keating), Elayn J. Taylor (Gwen), Famke Janssen (Eve Rothlo).
- Ascolti USA: telespettatori 2 840 000 – share 18-49 anni 3%[11]

## Non essere pessimista
- Titolo originale: Don't Go Dark On Me
- Diretto da: Cherie Nowlan
- Scritto da: Sara Rose Feinberg

### Trama
Nel momento in cui l'FBI apre un caso di persona scomparsa nei confronti di Miller, sia Nate che Bonnie pianificano di raccontare una versione dei fatti che possa risultare convincente per i federali, dovendo inevitabilmente coinvolgere Asher in quanto testimone oculare dell'allontanamento di Nate e Miller durante il matrimonio. Annalise e Eve si confrontano riguardo al coinvolgimento di Eve nell'aver contribuito a salvare la relazione di Annalise e Sam in seguito all'incidente che ha provocato la perdita del loro bambino. Non convinto delle dichiarazioni di Annalise, Gabriel si reca a casa di Michaela, Laurel, Connor e Oliver per ottenere maggiori informazioni su Sam, ma i Keating Four lo congedano freddamente. Annalise convince Gabriel a tacere rispetto a quanto scoperto su Sam mostrandogli dei documenti che potrebbero incriminare la madre Vivian riguardo al proprio passato da spacciatrice; lo stesso Gabriel viene contattato dai federali avendo in precedenza lasciato un messaggio vocale nel telefono di Miller. Intanto, Michaela convince Tegan a intentare una causa contro lo Stato riguardo alla morte del padre di Nate. Infine, mentre il notiziario diffonde la notizia della sparizione di Miller, Nate confessa ad Annalise la verità e Bonnie entra in possesso delle registrazioni telefoniche tra Miller e il direttore della prigione, grazie alle quali realizza che Miller potrebbe non essere coinvolto nella morte di Nate Lahey Sr.
- Guest star: Melinda Page Hamilton (Claire Telesco), John Hensley (Ronald Miller), Dave Shalansky (Seth Keough), Andi Chapman (Peggy), Famke Janssen (Eve Rothlo).
- Ascolti USA: telespettatori 2 740 000 – share 18-49 anni 3%[12]

## Faccia il martire
- Titolo originale: Be the Martyr
- Diretto da: Alrick Riley
- Scritto da: Matthew Cruz

### Trama
Nate riferisce all'FBi che secondo lui Miller è coinvolto nell'omicidio di suo padre e suggerisce come sospettato per la scomparsa del procuratore, il governatore. Bonnie permette ad Annalise e Nate di ascoltare l'innocente registrazione riguardante la chiamata tra Miller e il direttore della prigione, ma Nate continua a indagare seguendo la propria pista, pur rischiando in questo modo di apparire sospetto. Una volta interrogato uno dei membri della giuria, Nate scopre che Miller ha introdotto durante il processo delle prove false. Mentre Annalise si occupa della questione legale legata alla cattiva condotta di Emmett Crawford, Asher rivela alla donna che Michaela, Laurel, Connor e Oliver sanno la verità su Miller. Laurel è preoccupata che Christopher, in quanto testimone delle violenze nei confronti di Miller, possa avere delle ripercussioni psicologiche da grande ma viene confortata da Michaela, la quale le rivela di aver assistito all'uccisione della sua madre naturale e di non ricordarlo personalmente. Intanto, Tegan pretende che Michaela chieda a Nate il permesso per poter intentare una causa civile contro lo stato riguardo alla morte di suo padre; Michaela e i suoi amici prendono tempo, quindi Tegan capisce che stanno mentendo e contatta l'agente Claire Telesco, la quale le aveva assicurato l'immunità per aver collaborato all'arresto di Jorge Castillo. Infine Gabriel viene arrestato dai federali e nomina Annalise come suo avvocato.
- Guest star: Melinda Page Hamilton (Claire Telesco), Louise Lombard (Nora), William R. Moses (agente Lanford), Sumalee Montano (Nancy Bayer), Ron Bottitta (Pierce Jensen), Tess Lina (Ricki), Christian Benz Belnavis.
- Ascolti USA: telespettatori 2 580 000 – share 18-49 anni 3%[13]

## Sappiamo tutto
- Titolo originale: We Know Everything
- Diretto da: Jennifer Getzinger
- Scritto da: Michael Russo e Sarah L. Thompson

### Trama
Annalise si reca presso la prigione per incontrare Gabriel, che viene accusato di aver commesso terrorismo nazionale. Nonostante sia esitante a difendere il ragazzo, grazie alla videocamera installata da Frank nell'appartamento di Gabriel, Annalise dimostra durante il processo che gli agenti dell'FBI avevano piazzato le prove necessarie per accusare Gabriel e dunque provoca la chiusura del caso. Nonostante Gabriel mostri il suo disappunto per essere stato spiato tutto il tempo, Annalise si assicura che i Keating Four non lo perdano di vista. Intanto, con il consenso di Annalise, sempre i Keating Four, per tenere sotto controllo Tegan, le inviano un'email intimidatoria attraverso un indirizzo anonimo non rintracciabile. Nate e Frank, consultando i tabulati telefonici di Miller, scoprono che l'uomo, venuto a conoscenza delle intenzioni di Annalise di adottare Wes, si era messo in contatto con un'impiegata dei servizi sociali per poi consegnare i documenti al governatore Birkhead. Annalise convince Gabriel a confessare all'FBI una storia che dimostri la complicità tra Miller e la Birkhead. Infine, mentre viene diffusa la notizia del ritrovamento del cadavere di Miller, Connor e Oliver controllano le foto del matrimonio per evitare che ci siano delle prove dell'incontro tra Nate e Miller e, pur non trovando nulla, si accorgono che Pam ha appena postato una foto con Asher su Instagram in cui si vedono sullo sfondo proprio i due uomini.
- Guest star: Tess Harper (Sheila Miller), Melinda Page Hamilton (Claire Telesco), Jane Daly (Constance Horning), Rick Gifford (Michael Bordal), Andi Chapman (Peggy).
- Ascolti USA: telespettatori 2 740 000 – share 18-49 anni 3%[14]

## Dove sono i vostri genitori?
- Titolo originale: Where Are Your Parents?
- Diretto da: DeMane Davis
- Scritto da: Maya Goldsmith e Daniel Robinson

### Trama
Per le vacanze di Natale, Annalise, particolarmente vulnerabile in seguito alle recenti scoperte, ospita a casa propria la madre Ophelia. Successivamente, sempre Annalise viene convocata dai federali che le offrono un accordo di piena immunità; indecisa sul da farsi, infine opta di salvare se stessa per una volta. Tuttavia, l'agente Telesco non si presenta all'incontro perché nel frattempo le viene revocato l'incarico per cattiva condotta in seguito alle testimonianze di Tegan, con la quale aveva avuto un rapporto sessuale. Intanto, mentre viene diffusa la notizia di un possibile collegamento tra l'omicidio di Miller e il governatore Birkhead, Nate riceve da Ophelia delle lettere con cui si era messa in contatto con il padre dell'uomo mentre era in prigione. Frank ordina ai Keating Four di trascorrere il Natale con Gabriel, che ha deciso di restare a Filadelfia per evitare di dover dire la verità alla madre. Anche Pam, la madre di Connor, è presente, invitata dal figlio con l'obiettivo di cancellare la fotografia del matrimonio in cui Miller e Nate erano stati ripresi insieme. A casa dei Keating Four, irrompono i federali che hanno ottenuto un mandato per requisire il portatile di Oliver. Bonnie presenta alcuni sintomi da gravidanza, quindi viene convinta da Frank a sottoporsi al test grazie al quale scopre di non essere incinta. Infine, Annalise incontra il governatore Birkhead, che le consegna un fascicolo contenente una serie di prove che dimostrano la complicità di Emmett nell'omicidio del padre di Nate.
- Guest star: Laura Innes (Lynne Birkhead), Cynthia Stevenson (Pam Walsh), Melinda Page Hamilton (Claire Telesco), William R. Moses (agente Lanford), Tess Harper (Sheila Miller), Cicely Tyson (Ophelia Harkness).
- Ascolti USA: telespettatori 2 570 000 – share 18-49 anni 3%[15]

## Fai di me il nemico
- Titolo originale: Make Me the Enemy
- Diretto da: Mike Smith
- Scritto da: Erika Harrison e Matthew Cruz

### Trama
Mentre Michaela viene mandata da Annalise a trascorrere del tempo con Gabriel per tenerlo sotto controllo, Bonnie convince Connor e Oliver a presentare una mozione utilizzando come pretesto la cattiva condotta dell'agente Telesco; Oliver sfrutta ancora una volta le proprie abilità informatiche per costringere il giudice ad annullare il mandato di requisizione del suo portatile emesso dai federali. Intanto, i dubbi di Annalise rispetto a quanto rivelatole dal procuratore per conto di Emmett vengono confermati nel momento si scopre che Nate Sr. ha incontrato un uomo dalle sembianze simili a quelle di Emmett mentre era in prigione e che quest'ultimo pianifica il licenziamento da Caplan & Gold al fine di candidarsi a procuratore distrettuale. Dunque Annalise viene convinta da Tegan a sedurre Emmett nel tentativo di smascherarlo: durante la cena, tuttavia, i due si scontrano ripetutamente e successivamente l'uomo comunica di essere a conoscenza dei sospetti della donna avendo installato una cimice nell'ufficio di Tegan. Mentre affronta Annalise riceve però una chiamata da Bonnie che, dopo essersi procurata le registrazioni delle telecamere di sorveglianza della prigione, ha scoperto che in realtà non è stato Emmett a incontrare Nate Lahey Sr., ma Xavier Castillo, il fratello di Laurel. La stessa Laurel, dopo esser stata contattata più volte da un numero privato, riceve un pacco contenente una ciocca di capelli della donna intrisi di sangue.
- Guest star: Glynn Turman (Nate Lahey Sr.), Melinda Page Hamilton (Claire Telesco), Denise Crosby (Chanha Singh), Gerardo Celasco (Xavier Castillo), Terrell Clayton (Warden Jeffrey Sykes), Rick Gifford (Michael Bordal).
- Ascolti USA: telespettatori 2 560 000 – share 18-49 anni 3%[16]

## Ditemi che nessun altro è morto
- Titolo originale: Please Say No One Else Is Dead
- Diretto da: Stephen Cragg
- Scritto da: Joe Fazzio

### Trama
Xavier Castillo, dopo essere stato congedato dal padre di Nate durante il loro incontro in carcere, convince Miller a collaborare in cambio di essere promosso a procuratore distrettuale. Miller accetta la proposta e si adopera per ottenere il trasferimento di Nate Lahey Sr. Tuttavia, la collaborazione tra i due è terminata nel momento in cui Miller, logorato dai sensi di colpa, ha tentato di anticipare Xavier facendo sì che Nate Lahey Sr. venga rilasciato la sera prima della data concordata. Frank minaccia la guardia carceraria di turno la notte in cui Nate Lahey Sr. è morto, la quale gli rivela di aver ricevuto l'ordine da Xavier; Annalise e Frank decidono di tacere la verità riguardo a Miller per salvare Nate e Bonnie dal senso di colpa di aver ucciso una persona innocente. Nel frattempo, Asher consegna lo scalpo di Sandrine Castillo ai federali e, poiché si trattava di una informatrice protetta, ne consegue il licenziamento dell'agente Telesco che stava continuando a minacciare Gabriel per ottenere da lui informazioni su Annalise. Connor e Oliver, hackerando i servizi sociali della Louisiana, scoprono che Annalise conosceva il padre naturale di Michaela con cui la stessa Michaela stava cercando di rimettersi in contatto. Annalise e Laurel si scontrano con Xavier, facendogli intendere di essere a conoscenza della sua complicità rispetto alla morte di Nate Lahey Sr.
Emmett viene arrestato dai federali ma, nonostante Tegan riesca a ottenerne il rilascio esponendosi in quanto fonte anonima, il governatore Birkhead, che collabora con i Castillo, decide di accusare pubblicamente l'uomo diffondendo la propria versione dei fatti attraverso il notiziario. Infine, mentre Emmett si ritrova disteso nel pavimento di Caplan & Gold in fin di vita, sia Laurel che Christopher spariscono.
- Guest star: Laura Innes (Lynne Birkhead), John Hensley (Ronald Miller), Melinda Page Hamilton (Claire Telesco), Gerardo Celasco (Xavier Castillo), William R. Moses (agente Lanford), Terrell Clayton (Warden Jeffrey Sykes), Sumalee Montano (Nancy Bayer), Teya Patt (Paula Gladden), Glynn Turman (Nate Lahey Sr).
- Ascolti USA: telespettatori 2 760 000 – share 18-49 anni 3%[17]